# Popeia inornata
Popeia inornata är en ormart som beskrevs av SANDERS, MALHOTRA, GUMPRECHT, THORPE och KUCH 2004. Popeia inornata ingår i släktet Popeia och familjen huggormar. Inga underarter finns listade i Catalogue of Life.
Enligt Reptile Database är Popeia inornata ett synonym till Trimeresurus nebularis.